# Flèche du Sud 2008
Der 59. Flèche du Sud fand vom 30. April bis 4. Mai 2008 statt. Das Radrennen wurde in vier Etappen und einem Prolog über eine Distanz von 646,3 Kilometern ausgetragen. Es ist Teil der UCI Europe Tour 2008 und in die Kategorie 2.2 eingestuft.

## Etappen
| Etappe    | Tag       | Start – Ziel            | km    | Etappensieger         | Führender   |
| --------- | --------- | ----------------------- | ----- | --------------------- | ----------- |
| Prolog    | 30. April | Pétange – Pétange (EZF) | 6,1   | Marcel Wyss           | Marcel Wyss |
| 1. Etappe | 1. Mai    | Schifflange – Rumelange | 163,6 | Tejay van Garderen    | Marcel Wyss |
| 2. Etappe | 2. Mai    | Ettelbruck – Wiltz      | 142,2 | Denys Kostyuk         | Marcel Wyss |
| 3. Etappe | 3. Mai    | Préizerdaul – Roeser    | 168,5 | Tom Flammang          | Marcel Wyss |
| 4. Etappe | 4. Mai    | Kayl – Esch-sur-Alzette | 165   | Malaya van Ruitenbeek | Marcel Wyss |